# 朴勝夏
朴 勝夏（パク・スンハ、朝鮮語: 박승하、1912年9月28日または11月17日 - 1994年10月6日）は、日本統治時代の朝鮮および大韓民国の公務員、政治家、信託統治反対運動家。第2代韓国国会議員。

## 経歴
江原道春城郡出身。春川農業学校、京城師範学校（現・ソウル大学校）講習科卒。教員を経て、朝鮮総督府農林局嘱託を務めた。解放後は大同青年団江原道団長、信託統治反対江原道委員会共同結成者、大韓独立促成国民会民族統一江原道事務局青年部長、反託鉄血春川同盟結成者、陸軍本部直轄青年防衛団春川支部長、無所属の第2代国会議員、第2代国会国防委員会委員、新政同志会代表責任幹事、自由党江原道党副委員長・中央党産業部次長・中央選挙対策委員会委員を務めた。5・16軍事クーデターにより政治活動が制限されたが、1963年2月に再開し、民政党に参加し、その後民主共和党に入党した。また、江原放送局社長や反共青年連盟理事も務めた。1987年には4・13護憲措置撤回前現職国会議員の声明に参加した。
1994年10月6日、ソウル市松坡区のソウル警察病院にて老衰により死去。享年82。